# A million in one, two, three
A million in one, two, three is een disco-nummer van de groep Dream Express. Het was tevens het nummer waarmee ze België vertegenwoordigde op het Eurovisiesongfestival 1977 in de Britse hoofdstad Londen. Daar werd ze uiteindelijk zevende met 69 punten. Het was toen het beste resultaat ooit van de toenmalige BRT op het festival.
Het was tevens het eerste Belgische lied ooit dat volledig in het Engels werd gezongen. Een jaar later werd de taalregel terug ingevoerd, waardoor het nog tot 1999 zou duren eer er weer in het Engels werd gezongen door België, met name Vanessa Chinitor met haar Like the wind.

## Resultaat
| Plaats | Land                     | Artiest            | Titel                        | Punten |
| ------ | ------------------------ | ------------------ | ---------------------------- | ------ |
| 6      | Zwitserland              | Pepe Lienhard Band | Swiss lady                   | 71     |
| 7      | België                   | Dream Express      | A million in one, two, three | 69     |
| 8      | Bondsrepubliek Duitsland | Silver Convention  | Telegram                     | 55     |